# Османска лира
Вижте пояснителната страница за други значения на лира.
Османската лира, наричана също турска златна лира, е парична единица в Османската империя от 1844 до 1923 г. Тя става основна парична единица, заменяйки куруша, който обаче остава в обращение като нейна кратна единица.

## Подразделения
1 лира = 5 сребърни меджидиета
1 лира = 100 куруша
1 грош = 40 пари
1 лира = 4000 пари

## История
Между 1844 и 1881 г. лирата е покривала биметалния стандарт: 1 лира = 6,61419 грама чисто злато = 99,8292 грама чисто сребро.
През 1881 г. златният стандарт е бил изоставен и към него са се върнали през 1914 г.
Между 1844 и 1855 г. са пускани монети с номинал 1, 5, 10, 20 пари, 1/2, 1, 2, 5, 10, 20 гроша и 1/4, 1/2, 1, 2 1/2 и 5 лири.
Имперската Османска банка пуска книжни пари – каймета – с номинал 200 куруша за пръв път през 1862 г. Банкнотите са с текст на турски и френски език. През 1873 г. се пускат банкноти от по 1, 2 и 5 лири, а през 1876 г. – и с по-малък номинал: от 1, 5, 10, 20, 50 и 100 куруша. От 1908 г. са в обращение и банкноти от по 50 и 100 лири, а от 1914 г. – по 1000 лири.

## Покупателна способност и курс
- Хубав кон (ат) – 40 златни лири, 1902 г.[1]
- 1 турска златна лира = 4,55 долара, 1902 г.[2]
- 1 турска златна лира = 70 евро, 2004 г.[3]

В статията Румънска лея са дадени разменни курсове към 1890 – 1900 г. спрямо златната тогава румънска лея:
- златна монета от 20 френски франка = 20 леи;
- турска златна лира = 22,70 леи;
- английска златна лира 25,22 леи;
- старите руски империали (златни монети) = 20,60 леи.